# Aleuropteryx rugosa
Aleuropteryx rugosa är en insektsart som beskrevs av Meinander 1995. Aleuropteryx rugosa ingår i släktet Aleuropteryx och familjen vaxsländor. Inga underarter finns listade i Catalogue of Life.